# رباعي أقطاب

رسم توضيحي لبناء رباعي الأقطاب في حالة توزيع الشحنات الكهربية في مربع .توجد شحنتين +Q في النقطتين الحمراء ، والشحنتين -Q في النقطتين الزرقاء.

رباعي أقطاب في الفيزياء (بالإنجليزية: Quadrupole) يتكون رباعي الأقطاب كالنموذج المرسوم، حيث يترابط ثنائي أقطاب مع ثنائي أقطاب آخر بحيث يكون أحدهما معكوسا بالنسبة للآخر . تعرف المسافة بينهما عادة بالمتجه {\displaystyle {\vec {a}}} .
يمكن أن يكون توزيع الشحنات غير متساويا حيث لا يكون بينهم تناظر . ويمكن تعيين الجهد الناشيء من رباعي الأقطاب بواسطة متسلسلة تايلور وماكلورين . وعند حساب ذلك فقد ينتج عن رباعي الأقطاب عزما يسمى عزم رباعي الأقطاب ، بحسب توزيع الشحنات .
بالنسبة للمجال في اتجاه عمودي علي الأضلاع نجد نظاما من أربعة أقطاب تتناوب فيه الشحنات المختلفة، هذا النظام يسمى في فيزياء الجسيمات «رباعي أقطاب» . كما يطبق هذا النظام في الهندسة الكهربائية، ويطبق أيضا في مطياف الكتلة رباعي الأقطاب ، حيث تستخدم للتفرقة بين جسيمات ذات كتل مختلفة.

## رباعي أقطاب كهربي

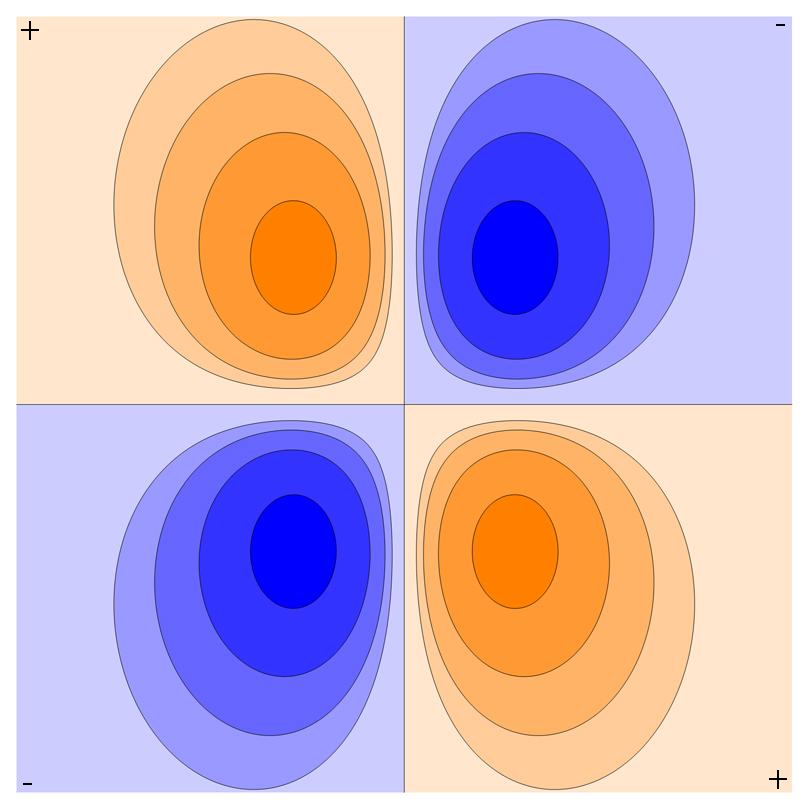
جهد رباعي أقطاب كهربي

يتكون رباعي الأقطاب الكهربي من شحنتين موجبتين وشحنتين سالبتين مساوية لهما، ويكوّنان بهذا اثنين من ثنائي أقطاب معكوسين بالنسبة لبعضهما البعض. أي تتتابع الاربعة الشحنات الكهربية على أركان المربع أو أحيانا قد يكون مستطيلا .
في الحالة العامة يوصف هذا النظام عند اقتراب a إلى الصفر بالعلاقة :
  {\displaystyle \{\lim _{a\to 0;\,a^{2}Q={\rm {konst.}}}\dots \}\,,}
حيث يكون الثابت موجبا .
ويتكون الجهد (الأستاتيكي) من تطابق الجهدين الثنائيين ΦD
مع أخذ معاملات توزين في الاعتبار (إذا لم تكن الشحنات متساوية في المقدار) :
{\displaystyle {\begin{matrix}\phi _{Q}({\vec {r}})&=&\left({\vec {r}}+{\dfrac {\vec {a}}{2}}\right)\phi _{D}-\left({\vec {r}}-{\dfrac {\vec {a}}{2}}\right)\phi _{D}\\\ &=&{\vec {a}}\cdot \nabla \phi _{D}+{\mathcal {O}}(|{\vec {a}}|^{3})\end{matrix}}}
حيث : «نابلا» {\displaystyle \nabla \ } مؤثر لابلاس .
في تلك المعادلة الأخيرة استخدمت متسلسلة تايلور مع اهمال عبارات {\displaystyle |{\vec {a}}|^{3}} لصغرها .
ومن متسلسلة متعدد الأقطاب نحصل على موتر عزم رباعي الأقطاب  Q حيث:
{\displaystyle Q_{kl}=\sum _{i=1}^{n}q_{i}(3r_{ik}\,r_{il}-(r_{i})^{2}\,\delta _{kl})}
وبالتالي {\displaystyle Q_{kl}=\int \rho (\mathbf {r} ')\cdot (3r'_{k}\,r'_{l}-(r')^{2}\,\delta _{kl})\cdot d^{3}r'}
لتوزيع مستمر للشحنات .
ويمكن صياغة الجهد الناتج على الصورة :
{\displaystyle \phi _{Q}({\vec {r}})={\frac {1}{8\pi \epsilon _{0}}}{\frac {{\vec {r}}^{T}\cdot Q\cdot {\vec {r}}}{r^{5}}}={\frac {1}{8\pi \epsilon _{0}}}{\frac {r_{i}Q_{ij}\cdot r_{j}}{r^{5}}}},
مع استخدام طريقة أينشتاين للجمع .

## رباعي أقطاب ثقالي
بالنسبة لنظام مكون من كتل نقطية {\displaystyle m_{l}}) موزعة في النقاط
{\displaystyle {\vec {r_{l}}}=(r_{xl},r_{yl},r_{zl})} بالنسبة لنظام الإحداثيات الكارتيزي، تعرف مركبات المصفوف Q كالآتي:
{\displaystyle Q_{ij}=\sum _{l}q_{l}(3r_{il}\cdot r_{jl}-r_{l}^{2}\delta _{ij})}.
تشمل الإحداثيات {\displaystyle i,j} على المحاور {\displaystyle x,y,z} و {\displaystyle \delta _{ij}}
هي دلتا كرونكر.
وبالنسبة إلى نظام مستمر ذو كثافة كتلية من
{\displaystyle \rho (x,y,z)}, تعرف مركبات Q بواسطة التكامل عبر احداثيات المكان r:

{\displaystyle Q_{ij}=\int \,\rho (3r_{i}r_{j}-r^{2}\delta _{ij})\,d^{3}\mathbf {r} }
وكما هو الحال مع عزم متعدد الأقطاب، إذا كان العزم من درجة صغرى غير مساوية للصفر مثل ثنائي أقطاب
فتعتمد قيمة عزم رباعي الأقطاب على اختيار مركز الإحداثيات المرجعية . فمثلا : بالنسبة إلى ثنائي أقطاب له إشارتين معكوستين ومتساويتين قد يكون له عزم رباعي الأقطاب مختلف عن الصفر عندما ينزاح مركز الاحداثيات عن مركز توزيع الشحنات (بين الشحنتين بالضبط) ; أو قد ينخفض عزم رباعي الأقطاب إلى الصفر عندما تنطبق النقطة بين القطبين على مركز الإحداثيات . بالمقارنة : عندما يختفي عزم ثنائي الأقطاب ولا يختفي عزم رباعي الأقطاب، حينئذ يكون عزم رباعي الأقطاب معتمدا على المحاور المرجعية .
إذا كانت الكتل (أو الشحنات) مصدرا لمجال معتمد على "{\displaystyle 1/r}" مثل حقل جاذبية (أو مجال كهربائي) يكون جزء الجهد الناشيء من عزم رباعي الأقطاب :
{\displaystyle V_{q}(\mathbf {R} )={\frac {k}{|\mathbf {R} |^{3}}}\sum _{i,j}Q_{ij}\,n_{i}n_{j}\ ,}
حيث :
R متجه من مركز المحاور،
و n وحدة المتجه في اتجاه R.
و {\displaystyle k} هي ثابت يعتمد على المجال وعلى الوحدات المستخدمة . وتكون المعاملات
{\displaystyle n_{i},n_{j}}
مركبات وحدة المتجه من النقطة المعنية إلى موضع عزم رباعي الأقطاب.

## موجات الجاذبية
بعكس رباعي الأقطاب الكهربي فيتكون رباعي الأقطاب الكتلي من نوع واحد من «الشحنات» (كتل) . لذلك يكون تعريف رباعي الأقطاب الكتلي بطريقة اعتباره متكون من أثنين من ثنائي أقطاب غير ممكنا . وعل الرغم من ذلك ينشأ لتوزيعات الكتل عزم رباعي الأقطاب. وأقل درجة لموجات الجاذبية هي اشعاع رباعي الأقطاب، وهي تظهر في صورة انتشار موجة كهرومغناطيسية رباعية الأقطاب.

## رباعي أقطاب مغناطيسي
يتكون رباعي الأقطاب المغناطيسي من مغناطيسين معكوسين بينهما مسافة {\displaystyle {\vec {a}}}.
تطبيقاته :
- مغناطيس رباعي الأقطاب : وهو مغناطيس يعمل على تركيز الجسيمات في معجلات الجسيمات،
- يستخدم أيضا في فصل الجزيئات والجسيمات في مطياف الكتلة،
- يعين بالتعاون مع مطياف العزم المغزلي النووي مواقع الأنوية الذرية في المواد الصلبة.

ويمكن تكوين مجال مغناطيسي رباعي الأقطاب بواسطة لولب ماكسويل .

## اقرأ أيضا
- ثنائي أقطاب
- قابلية مغناطيسية
- تشبع مغناطيسي
- الاستبقائيّة
- أورستد
- كهرباء
- مطيافية الرنين المغناطيسي النووي للبروتين